# Liste der Bodendenkmäler in Wallerstein
Auf dieser Seite sind die Bodendenkmäler in dem schwäbischen Markt Wallerstein zusammengestellt. Diese Tabelle ist eine Teilliste der Liste der Bodendenkmäler in Bayern. Grundlage ist die Bayerische Denkmalliste, die auf Basis des Bayerischen Denkmalschutzgesetzes vom 1. Oktober 1973 erstmals erstellt wurde und seither durch das Bayerische Landesamt für Denkmalpflege geführt wird. Die folgenden Angaben ersetzen nicht die rechtsverbindliche Auskunft der Denkmalschutzbehörde.

## Bodendenkmäler in Wallerstein

### Bodendenkmäler in der Gemarkung Birkhausen
| Lage                  | Objekt | Akten-Nr.     | Bild |
| --------------------- | --- | ------------- | ---- |
| Birkhausen (Standort) | Straße der römischen Kaiserzeit.                                                                               | D-7-7028-0080 |      |
| Birkhausen (Standort) | Mittelalterliche und frühneuzeitliche Befunde im Bereich der Katholischen Pfarrkirche St. Vitus in Birkhausen. | D-7-7028-0162 |      |

### Bodendenkmäler in der Gemarkung Ehringen
| Lage                | Objekt | Akten-Nr.     | Bild |
| ------------------- | --- | ------------- | ---- |
| Ehringen (Standort) | Burgstall des Mittelalters.                                                                                               | D-7-7128-0064 |      |
| Ehringen (Standort) | Siedlung des Neolithikums und der Hallstattzeit.                                                                          | D-7-7128-0065 |      |
| Ehringen (Standort) | Siedlung der römischen Kaiserzeit.                                                                                        | D-7-7128-0066 |      |
| Ehringen (Standort) | Siedlung des Neolithikums und der römischen Kaiserzeit.                                                                   | D-7-7128-0067 |      |
| Ehringen (Standort) | Straße der römischen Kaiserzeit.                                                                                          | D-7-7128-0069 |      |
| Ehringen (Standort) | Siedlung des Neolithikums, der Urnenfelderzeit, der Latènezeit, der römischen Kaiserzeit und der Völkerwanderungszeit.    | D-7-7128-0152 |      |
| Ehringen (Standort) | Siedlung der Bronzezeit und der römischen Kaiserzeit.                                                                     | D-7-7128-0160 |      |
| Ehringen (Standort) | Mittelalterliche und frühneuzeitliche Befunde im Bereich der Evangelisch-Lutherischen Pfarrkirche St. Oswald in Ehringen. | D-7-7128-0164 |      |
| Ehringen (Standort) | Grabhügel vorgeschichtlicher Zeitstellung.                                                                                | D-7-7128-0188 |      |
| Ehringen (Standort) | Gräber des Neolithikums, Siedlung der Hallstattzeit.                                                                      | D-7-7128-0217 |      |
| Ehringen (Standort) | Siedlung der Hallstattzeit und der Latènezeit.                                                                            | D-7-7128-0218 |      |
| Ehringen (Standort) | Siedlung vorgeschichtlicher Zeitstellung; Gräber der Glockenbecherkultur.                                                 | D-7-7128-0219 |      |
| Ehringen (Standort) | Siedlung des Neolithikums, der Urnenfelderzeit und der Hallstattzeit.                                                     | D-7-7128-0220 |      |
| Ehringen (Standort) | Siedlung der Vorgeschichte.                                                                                               | D-7-7128-0221 |      |

### Bodendenkmäler in der Gemarkung Löpsingen
| Lage                 | Objekt | Akten-Nr.     | Bild |
| -------------------- | --- | ------------- | ---- |
| Löpsingen (Standort) | Freilandstation des Mesolithikums, Siedlung des Mittel- und Jungneolithikums, der Bronzezeit, der Urnenfelderzeit, der Hallstattzeit, der Latènezeit und der römischen Kaiserzeit. | D-7-7129-0057 |      |
| Löpsingen (Standort) | Siedlung der Hallstattzeit. | D-7-7129-0524 |      |
| Löpsingen (Standort) | Siedlung des Neolithikums. | D-7-7129-0526 |      |

### Bodendenkmäler in der Gemarkung Maihingen
| Lage                 | Objekt                           | Akten-Nr.     | Bild |
| -------------------- | -------------------------------- | ------------- | ---- |
| Maihingen (Standort) | Straße der römischen Kaiserzeit. | D-7-7028-0077 |      |

### Bodendenkmäler in der Gemarkung Marktoffingen
| Lage                     | Objekt                                           | Akten-Nr.     | Bild |
| ------------------------ | ------------------------------------------------ | ------------- | ---- |
| Marktoffingen (Standort) | Siedlung des Neolithikums und der Hallstattzeit. | D-7-7028-0139 |      |
| Marktoffingen (Standort) | Siedlung vorgeschichtlicher Zeitstellung.        | D-7-7028-0160 |      |

### Bodendenkmäler in der Gemarkung Munzingen
| Lage                 | Objekt | Akten-Nr.     | Bild |
| -------------------- | --- | ------------- | ---- |
| Munzingen (Standort) | Grabhügel vorgeschichtlicher Zeitstellung.                                                                      | D-7-7028-0078 |      |
| Munzingen (Standort) | Körpergräber des frühen Mittelalters.                                                                           | D-7-7028-0079 |      |
| Munzingen (Standort) | Siedlung des Neolithikums und der Latènezeit.                                                                   | D-7-7028-0164 |      |
| Munzingen (Standort) | Freilandstation des Mesolithikums, Siedlung des Neolithikums.                                                   | D-7-7028-0165 |      |
| Munzingen (Standort) | Siedlung des Jung- bis Endneolithikums.                                                                         | D-7-7028-0166 |      |
| Munzingen (Standort) | Siedlung der Stichbandkeramik.                                                                                  | D-7-7128-0001 |      |
| Munzingen (Standort) | Siedlung der Linearbandkeramik und der vorgeschichtlichen Metallzeiten.                                         | D-7-7128-0002 |      |
| Munzingen (Standort) | Mittelalterliche und frühneuzeitliche Befunde im Bereich der Katholischen Pfarrkirche St. Michael in Munzingen. | D-7-7128-0165 |      |
| Munzingen (Standort) | Siedlung des Mittel- und Jungneolithikums.                                                                      | D-7-7128-0166 |      |
| Munzingen (Standort) | Freilandstation des Mesolithikums.                                                                              | D-7-7128-0167 |      |

### Bodendenkmäler in der Gemarkung Nördlingen
| Lage                  | Objekt                     | Akten-Nr.     | Bild |
| --------------------- | -------------------------- | ------------- | ---- |
| Nördlingen (Standort) | Siedlung des Neolithikums. | D-7-7129-0043 |      |

### Bodendenkmäler in der Gemarkung Wallerstein
| Lage                   | Objekt | Akten-Nr.     | Bild |
| ---------------------- | --- | ------------- | ---- |
| Wallerstein (Standort) | Mittelalterliche und frühneuzeitliche Befunde im Bereich des Alten Schlosses von Wallerstein.                                                               | D-7-7128-0005 |      |
| Wallerstein (Standort) | Brandgräber der römischen Kaiserzeit. | D-7-7128-0006 |      |
| Wallerstein (Standort) | Mittelalterliche und frühneuzeitliche Befunde im Bereich der Marktsiedlung von Wallerstein.                                                                 | D-7-7128-0161 |      |
| Wallerstein (Standort) | Mittelalterliche und frühneuzeitliche Befunde im Bereich der Katholischen Pfarrkirche St. Alban in Wallerstein.                                             | D-7-7128-0162 |      |
| Wallerstein (Standort) | Untertägige Teile der Marktbefestigung von Wallerstein. | D-7-7128-0209 |      |
| Wallerstein (Standort) | Mittelalterliche und frühneuzeitliche Befunde im Bereich des frühneuzeitlichen Neuen Schlosses in Wallerstein und der Katholischen Schlosskapelle St. Anna. | D-7-7128-0210 |      |
| Wallerstein (Standort) | Siedlung der Vorgeschichte. | D-7-7128-0223 |      |
| Wallerstein (Standort) | Frühneuzeitliche Befunde im Bereich des ehemaligen jüdischen Friedhofs von Wallerstein.                                                                     | D-7-7128-0226 |      |